# Antennensplitter

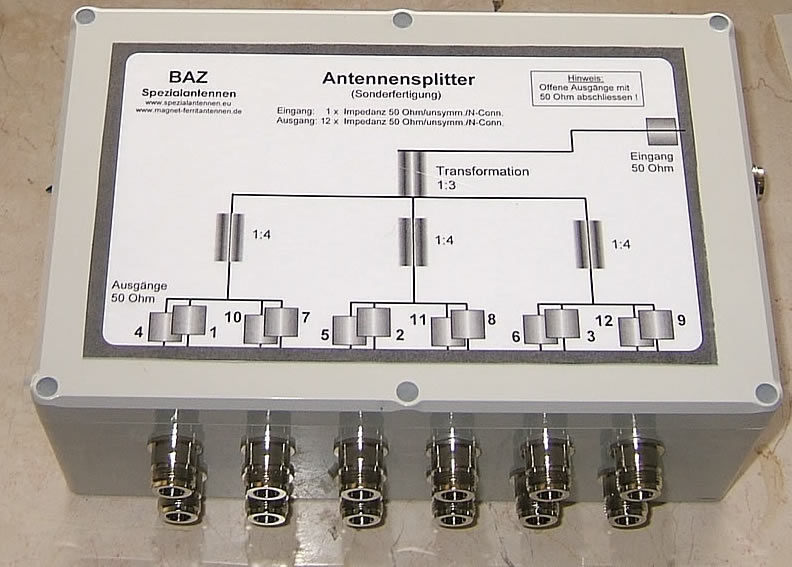
Antennensplitter, zwölffach, Multiband

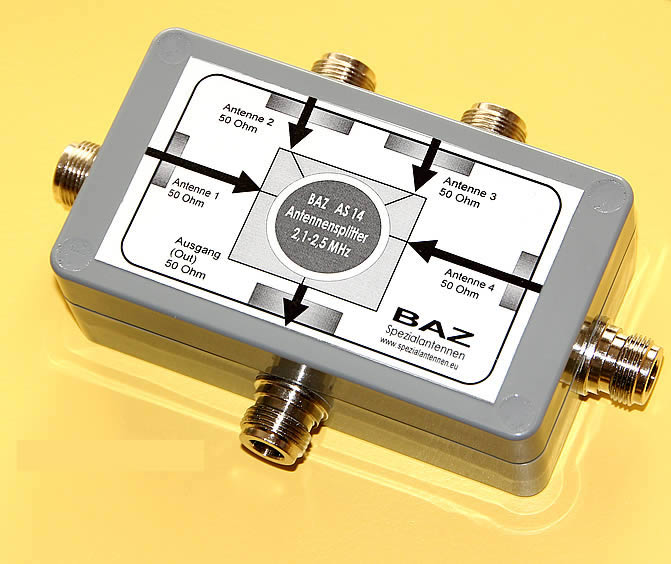
Antennensplitter, vierfach, 2,1–2,5 GHz UMTS, W-LAN

Antennensplitter haben die Aufgabe, mehrere Hochfrequenzquellen oder -senken impedanz- und ggf. phasenrichtig mit einem Anschluss zu verbinden. Anders als bei Spannungsanpassung (Beispiel: 230-V-Spannungsquellen) können bei Impedanzanpassung nicht einfach mehrere Quellen oder Senken parallel angeschlossen werden.

## Bezeichnungen
Je nach Aufgabe werden auch technisch gleichartige Schaltungen völlig unterschiedlich bezeichnet: 
- Leistungsteiler benutzt man beispielsweise, um mehrere leistungsschwächere Endstufen zu einer einzigen, entsprechend leistungsstärkeren Endstufe zu kombinieren.
- Antennenverteiler oder Antennensplitter werden entweder in Gruppenantennen zum Zusammenschalten mehrerer Teilantennen benutzt oder um mehrere Empfänger mit einer Antenne zu verbinden.[1]
- Signal-Splitter oder RF-Verteiler sind eher generische Bezeichnungen für derartige Schaltungen.

## Verwendung
Antennensplitter lassen sich auf verschiedene Weise verwirklichen:
- In Antennen-Verteilsystemen werden gerne Widerstandsnetzwerke benutzt, um die Rückwirkung der Abzweige auf die Hauptleitung zu minimieren. So funktionieren z. B. die Fernseh-Antennendosen in Mietshäusern.
- Transformatoren sorgen für die Impedanzanpassung zwischen einem Eingang und mehreren Ausgängen gleicher Impedanz. Ein Transformator mit einem (Spannungs-)Übertragungsverhältnis von 2:1 kann 50 Ω am Eingang in 12 Ω am Ausgang umsetzen. Dort lassen sich dann vier 50-Ω-Anschlüsse parallel anschließen. Es gibt hier recht komplexe Schemata, um z. B. eine gleichmäßige Leistungsverteilung zu erzwingen.
- In schmalbandigen Systemen werden gerne λ/4 lange Leitungsstücke zur Impedanztransformation eingesetzt. In diesem Fall gilt (Eingangsimpedanz × Ausgangsimpedanz) = Leitungsimpedanz × 2.
- Der Einsatz von Hybriden ermöglicht, vor- und rücklaufende Welle voneinander zu trennen. Das ermöglicht das Zusammenschalten von Einheiten, ohne dass es zu Rückwirkungen von den anderen Einheiten oder dem gemeinsamen Aus- bzw. Eingang kommt.